# 日本時間生物学会
日本時間生物学会（にほんじかんせいぶつがっかい、英文名：Japanese Society for Chronobiology 略称：JSC）は、日本の学会で、「生物の周期現象に関する科学的研究を推進し、時間生物学の進歩発展を図ること、 およびその成果を広め人類の健康と福祉に寄与すること」を目的に設立された。「日本学術会議協力学術研究団体」の一つ。

## 沿革
1986年に第1回研究会が開催された。既に故人となった遠藤四郎博士（東京都精神医学総合研究所）と、本間研一北海道大学生理学教授と、高橋清久博士（国立精神・神経センター武蔵病院）が発起人となった。その後、毎年、秋に定例会を開催するようになった。